# Stygt vejr. Baldersbrønde
Stygt vejr. Baldersbrønde er et oliemaleri af L.A. Ring fra 1908.
I maleriet ser vi postbuddet stå indenfor døren i familien Rings hus og ser ud i "det stygge vejr". Rings beskæring af dørkammen og døren hvorved brevsprækken halveres er modigt, derved bliver det smalt og åben udadtil til sneen og kulden.
Postbuddet står med en udgave af dagbladet Politiken. Ring vedstår sig dermed sin radikale politiske holdning (hvad han også gjorde i maleriet Ved frokostbordet og morgenaviserne).
Ring gentog motivet med den åbne dør i 1910 Snefog. Udsigt fra entreen til møllen i Baldersbrønde og i 1913 I gadedøren Baldersbrønde eller Gæsten tager afsked hvor Sigrid siger farvel til gæsten eller tager imod gæsten.